# Jakartovice
Jakartovice (deutsch: Eckersdorf) ist eine Gemeinde im Okres Opava in Tschechien.
Ortsteile von Jakartovice sind: 
- Bohdanovice  (Boidensdorf)
- Deštné (Dorfteschen)
- Hořejší Kunčice (Kunzendorf) mit 
  - Kerhartice (Gersdorf)
  - Moravská Harta (Mährisch Hartau) und
  - Medlice u Budišova nad Budišovkou (Mödlitz)
- Jakartovice

Durch Jakartovice fließt die Hvozdnice (Hasnitz), ein linker Nebenfluss der Moravice (Mohra).